# Sankt Otten
I Sankt Otten (stilizzato SANKT OTTEN) sono un gruppo musicale tedesco.
Il loro stile downtempo incentrato sui sintetizzatori si ispira alla musica cosmica tedesca (stile di cui sono considerati innovatori) e alla tecnica per chitarra di Robert Fripp.
Dopo alcuni album ispirati all'art rock, la formazione cambia registro nel 2010, anno della pubblicazione di uno split album con Majeure. L'esperienza radica "l'interesse nei confronti del tenore progressivo cosmico e dell'avanguardia rock sintetica neo kraut" come poi confermeranno gli album Gottes Synthesizer (2011), Sequencer Liebe (2012) e Messias Maschine (2013), tutti appartenenti ad una trilogia sull'esplorazione sonora.

## Discografia

### Album in studio
- 2000 - Eine Kleine Traurigkeit
- 2007 - Wir Koennen Ja Freunde Bleiben
- 2008 - Wunden Gibt Es Immer Wieder
- 2009 - Morgen Wieder Lustig
- 2010 - Split (split album con Majeure)
- 2011 - Gottes Synthesizer
- 2012 - Sequencer Liebe
- 2012 - Sänger Und Sünder (uscito solo in formato digitale)
- 2013 - Messias Maschine
- 2015 - Engtanz Depression

### EP e singoli
- 1999 - Stille Tage Im Klischee
- 2008 - Tiefgang